# 시스키유 트레일

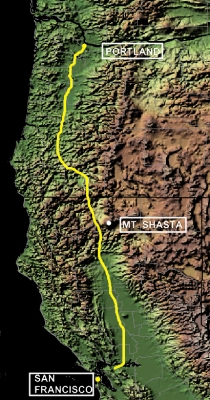

시스키유 트레일(Siskiyou Trail)은 오레곤주의 포틀랜드에서 캘리포니아주의 센트럴 밸리(Central Valley)로 이어지는 길로 이 루트(route)중에서 특히 시스키유 마운틴을 정상으로하는데서 그 명칭의 유래를 거슬러올라갈수있다.

## 시스키유 철도와 하이웨이99
한편 시스키유 철도(Siskiyou Rail)는 이러한 시스키유 트레일을 따라서 오레곤-캘리포니아 철도회사가 철도를 놓았으며 이후 추가로 허드슨 베이 회사에 의해 1830년대에 놓여진 그것의 길이는 캘리포니아 골드 러쉬(Gold Rush) 기간중 특히 '49년의 사람들'에 의해 더욱 연장되었을 뿐만 아니라 골드러쉬 때에는 해양의 배편과 더불어 내륙의 주요한 교통편을 제공하였었던 적이 있었다. 또한 올드 하이웨이 99번(U.S. Highway 99) 도로 역시현재 시스키유 트레일을 따라 길게 놓여져있으며 아직까지 99번 도로 주변에서 그 자취를 확인해볼 수 있다.

## 시스키유 패스
시스키유 패스(Siskiyou Pass)는 역사적으로 그리고 인위적으로 형성된 시스키유 트레일을 따라 이후에 형성된 주 도로나 철도, 고속도로등을 아울러 가리키는데 사용되기도 한다.

## 같이 보기
- 시스키유 카운티